# Association nord-américaine de vexillologie
L'Association nord-américaine de vexillologie (NAVA) est une organisation consacrée à la vexillologie, étude des drapeaux et de leur histoire.  
Elle a été créée en 1967 par le vexillologue Whitney Smith, et d'autres. Elle compte plus de 1 100 membres, dont des spécialistes des drapeaux, des passionnés, des designers, des conservateurs, des éducateurs, des commerçants, des constructeurs, des historiens et des amateurs de la plupart des États et provinces des États-Unis et du Canada, et de plus de 30 autres pays.  
Au XXIe siècle, de nombreux États et municipalités ont réévalué et introduit des mesures visant à modifier leurs drapeaux, souvent influencées et initiées par les enquêtes de la NAVA sur la conception des drapeaux.   

## Drapeau de l'organisation
Le drapeau de NAVA se compose d'un grand V blanc (un chevron inversé) séparant un triangle bleu de deux triangles rouges de chaque côté. La longueur du côté supérieur  du triangle bleu est identique à la largeur du drapeau. Les proportions du drapeau sont 2:3. Le V représente la vexillologie. Les couleurs sont prises des drapeaux des deux pays couverts par NAVA : Le Canada (rouge et blanc) et les États-Unis (rouge, blanc, et bleu).